# Юзівська площа
Ю́зівська пло́ща — перспективне родовище газоносних сланців. Розташована в межах Донецької та Харківської областей України.

## Загальна характеристика
У травні 2012 року конкурс на право укладення угоди про розподіл продукції на розробку Юзівської площі, проведений Державною службою геології та надр України, виграла британсько-нідерландська компанія Shell. Участь у конкурсі брали також ExxonMobil і ТНК-BP.
Крім цього, «ДТЕК Нафтогаз» фінансує роботи на прилеглих до Юзівської площах.
Дослідження засвідчили, що родовище здатне щороку давати 10 млрд. куб. м природного газу.
|  | "Вже за 10 років вони, згідно з песимістичним сценарієм, планують там видобувати близько 8-10 мільярдів кубометрів газу в рік". |

— говорить голова Державної служби геології і надр Едуард Ставицький.
Параметри інвестування відповідно мають становити $200 млн в розробку і $3,5 млрд в освоєння родовища.
За оцінками Міжвідомчої комісії з організації укладення та виконання УРП, промислове видобування сланцевого газу на Юзівській площі повинне стартувати в 2018–2019 роках.
16 січня 2013 року Донецька обласна рада ухвалила рішення №6/18-456 "Про погодження проекту угоди про розподіл вуглеводнів, які видобуватимуться в межах ділянки Юзівська". Цим документом було фактично надано "згоду місцевих громад" Донецької області на видобування сланцевого газу на Юзівській площі.  У лютому 2013 року екологічні громадські організації "Донецький екологічний рух" та "МАМА-86" оскаржили це рішення в судовому порядку. Підставою для оскарження було порушення встановленого законом порядку оприлюднення та обговорення проекту рішення. 
28 січня 2016 року Вищий адміністративний суд України задовольнив позов зазначених громадських організацій та скасував рішення Донецької облради №6/18-456 від 16.01.2013 р.

## Поклади газу
Державна служба геології та надр України оцінює перспективні запаси традиційного та нетрадиційного газу на Олеській та Юзівській газоносних площах в 7 трлн кубометрів. На самій Юзівській площі прогнозні ресурси можуть становити близько 4 трлн м³ газу.

## Розробка
Станом на листопад 2014 компанія Shell пробурила лише дві розвідувальні свердловини, і не змогла провести повноцінну розвідку Юзівського родовища через ситуацію на Донбасі. Компанія змогла почати лише певні роботи в межах Харківської області, але продовжує роботу в регіоні. Початковий етап геологічного вивчення передбачає отримання сейсмічних даних та буріння до 15 свердловин. Мова йде про видобуток газу з твердих пісковиків.
У липні 2016 року нідерландська компанія Yuzgaz B.V. стала переможцем конкурсу із залучення інвестора для реалізації УРП з видобутку вуглеводнів в межах Юзівської ділянки. У грудні 2018 року Кабінет міністрів схвалив передачу 90 % прав і обов'язків Надра Юзівська в УРП по Юзівській ділянці на користь компанії Yuzgaz з інвестором-оператором проекту в особі словацької Nafta a.s.
У грудні 2019 року голова Державної служби геології і надр Роман Опімах повідомив, що словацька Nafta a.s., яка належить холдингу EPH Group, відмовилася від участі у проекті.
Кабінет міністрів України 16 грудня 2020 року погодив покупку Нафтогазом 100 % ТОВ Надра Юзівська у НАК Надра України і її «дочки» — Укрнаукагеоцентр.
У свою чергу глава правління Нафтогазу України Андрій Коболєв зазначив, що в разі отримання позитивного рішення Антимонопольного комітету, Нафтогаз готовий почати буріння вже в 2021 році.
На початку 2021 р. повідомлено, що Група Нафтогаз запустила в дослідно-промислову розробку перше родовище газу щільних порід (центрально-басейнового типу) — Святогірське.

## Відеоматеріали
- Юзовская площадь - курорты Донбасса! [Архівовано 27 березня 2016 у Wayback Machine.]